# لامپ متال‌هالید
لامپ متال‌هالید نوعی لامپ تخلیه در گاز است که ساختمانی مشابه لامپ بخار جیوه دارد، اما تفاوت اصلی آن در این است که در حباب داخلی این لامپ افزون بر جیوه، کمی هم نمک‌های هالوژنی (متال‌هالید) استفاده می‌شود. نمک‌های مورد استفادهٔ معمول در این لامپ عبارتند از یدور سدیم، یدور ایندیوم و یدور تالیوم. پس از راه‌اندازی کامل لامپ که حدود ۵ تا ۷ دقیقه طول می‌کشد، این نمک‌ها تبخیر شده و به فلز تشکیل‌دهنده‌شان و ید تجزیه می‌شوند و بخار حاصل از این فلزها نورهایی در طول موج مخصوص به خودشان تولید خواهد کرد؛ برآیند طیف‌ها باعث می‌شود لامپ طیف نوری بهتری داشته باشد و به علت نزدیک‌شدن نور آن به نور زرد اثرگذاری نوری لامپ افزایش یابد. متال‌هالید در دمای پایین ذوب می‌شود و این لامپ برای روشن‌شدن به الکترود کمکی نیازی ندارد. در بازار گاهی اشتباهاً به این لامپ‌ها لامپ هلیم یا خیاری گفته می‌شود.

## ساختمان
این لامپ‌ها دوجداره هستند (دارای دو حباب درونی و بیرونی‌اند)؛ در شیشه درونی بسته شده فرایند تبخیر متال هالید صورت می‌گیرد و شیشه بیرونی وظیفه جلوگیری از تابش اشعه فرابنفش که حاصل از فرایندی که در حباب درونی رخ می‌دهد را؛ عهده‌دار است.
جنس حباب لامپ کوارتز یا سرامیک است که حباب‌های سرامیکی مقاوم‌تر هستند و قیمت بالاتری هم دارند. حباب بیرونی افزون بر محافظت حباب درونی، وظیفهٔ جلوگیری از تابش فرابنفش را بر عهده دارد. در جدارهٔ این لامپ از مادهٔ فسفرسانس استفاده نمی‌شود.

## راه‌اندازی
در مدار راه‌اندازی این لامپ از چوک، خازن و ایگنایتور استفاده می‌شود که ایگنایتور ولتاژ بالای مورد نیاز برای راه‌اندازی را فراهم می‌کند. ولتاژ تولیدی ایگناتور این لامپ‌ها، در لامپ‌های زیر ۱۰۰ وات نزدیک به ۲ کیلوولت و در لامپ‌های بالای ۱۰۰ وات تا ۵ کیلوولت است. ایگنایتور ممکن است دوسیمه یا سه‌سیمه باشد که نوع دوسیمه به صورت موازی با لامپ بسته می‌شود.

## طیف نور

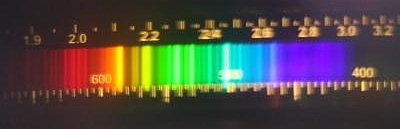
طیف یک لامپ متال هلاید.

نور این لامپ‌ها پس از گذشت ۵ دقیقه و تبخیر شدن متال هالید، کاملاً سفید به نظر می‌رسد.

## کاربردها
لامپ‌های متال هالید در روشنایی میدان‌های ورزشی، نورپردازی نمای ساختمان‌های بزرگ و حتی روشنایی داخلی کاربرد دارند.

## نکات ایمنی
بهتر است این لامپ‌ها را در محفظهٔ کاملاً بسته قرار داد زیرا به علت بالا بودن فشار گاز داخل لامپ، در صورت شکستن حباب لامپ، ترکیده و خرده‌های لامپ با فشار زیاد به اطراف پرتاب خواهند شد که ممکن است خطرساز باشد. همچنین باید توجه داشت که اگر تنها حباب بیرونی لامپ بشکند، لامپ همچنان روشن خواهد ماند، اما استفاده از آن بسیار خطرناک است، زیرا شیشه ای برای جذب اشعه فرابنفش نیست و می‌تواند آسیب‌های جدی به چشم و پوست انسان وارد کند.

## کدهای بین‌المللی
مطابق استاندارد انسی کد بالاست لامپ‌های متال هالید به شرح زیر است:
| توان خروجی | کد انسی         |
| ---------- | --------------- |
| 20W        | M175            |
| 39W        | M130            |
| 50W        | M110            |
| 70W        | M98, M139, M143 |
| 100W       | M90, M140       |
| 150W       | M102, M142      |
| 175W       | M57, M137       |
| 200W       | M136            |
| 250W       | M58, M138, M153 |
| 320W       | M132, M154      |
| 350W       | M131, M171      |
| 400W       | M59, M135, M155 |
| 450W       | M144            |
| 750W       | M149            |
| 1000W      | M47, M141       |

| کد ویژگی لامپ | کد بین‌المللی | شرح ویژگی                    |
| ------------- | ------------ | ---------------------------- |
| HIS/TD        | MN           | متال هالید تیغه‌ای-کوارتز     |
| CMD/TD        | MD           | متال هالید تیغه‌ای-سرامیک     |
| MBI           | MC           | متال هالید حبابی شفاف-کوارتز |
| MBID          | ME           | متال هالید حبابی مات-کوارتز  |
| MBI           | MT           | متال هالید تیوبلار           |
| CMH/PAR       | MPAR         | متال هالید رفلکتوردار        |